# Locomotora Meyer

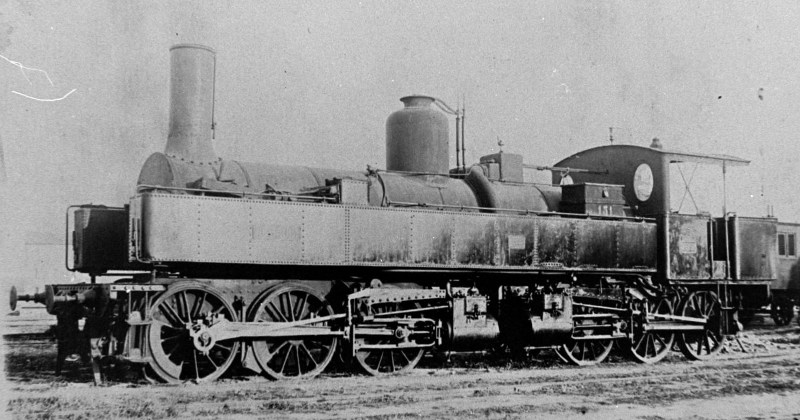
Locomotora "Hérault" 030+030T Meyer n° M-151 en Montpellier-Chaptal, en versión modificada

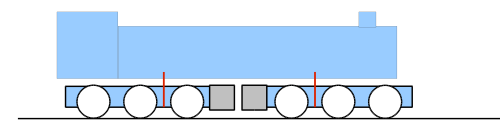
Diagrama del sistema de articulación de Meyer

Una locomotora Meyer es un tipo de locomotora de vapor articulada. Su diseño nunca fue tan popular como el de las locomotoras Garratt o Mallet, y se puede considerar como la competencia durante el siglo XIX de las primeras máquinas Mallet compuestas y también de los diseños articulados de las locomotoras Fairlie. 

## Desarrollo y diseño
La disposición de estas máquinas procede de una idea del ingeniero francés Jean-Jacques Meyer (1804-1877), quien obtuvo una patente sobre el diseño en 1861. La primera locomotora, una 0-4-0+0-4-0 llamada "L'Avenir" (El Futuro), fue construida por la Sociedad J. F. Cail y Compañía en 1868 con el apoyo de un subvención estatal. 
El diseño se caracteriza porque no posee ruedas rígidamente fijadas al bastidor de la caldera, sino que todos los ejes son tractores y están montados en bogies colocados directamente debajo de la unidad de caldera/cabina (comparable con una locomotora diésel o eléctrica moderna). Posee una articulación más que las locomotoras Mallet, en las que el juego de ruedas traseras está unido al bastidor de la caldera, y solo el juego delantero gira como un bogie. Por lo tanto, el voladizo de la caldera es menor que el de la locomotora Mallet en una curva del mismo radio. Las máquinas Meyer generalmente se configuraban con el depósito incorporado, de forma que en la unidad formada por la caldera y la cabina, se transportaban los suministros de agua y combustible. 
Una desventaja del diseño es que la cámara de combustión está directamente encima de la unidad motriz trasera, lo que limita su tamaño. Con dos bogies motrices, se deben disponer tuberías de vapor flexibles para alimentar todos los cilindros, lo que era difícil de lograr con la tecnología del siglo XIX. Las primeras locomotoras Mallet tenían cilindros compuestos, por lo que se suministraba vapor a alta presión a la unidad de potencia rígida, mientras que los cilindros delanteros (que requieren tuberías de vapor flexibles) recibían el vapor a baja presión. 
Las locomotoras Meyer fueron más comunes en Europa continental, particularmente en Alemania. Todavía se pueden encontrar varias de estas locomotoras en los ferrocarriles de vía estrecha en Sajonia. La locomotora más común es la Saxon IV K. 

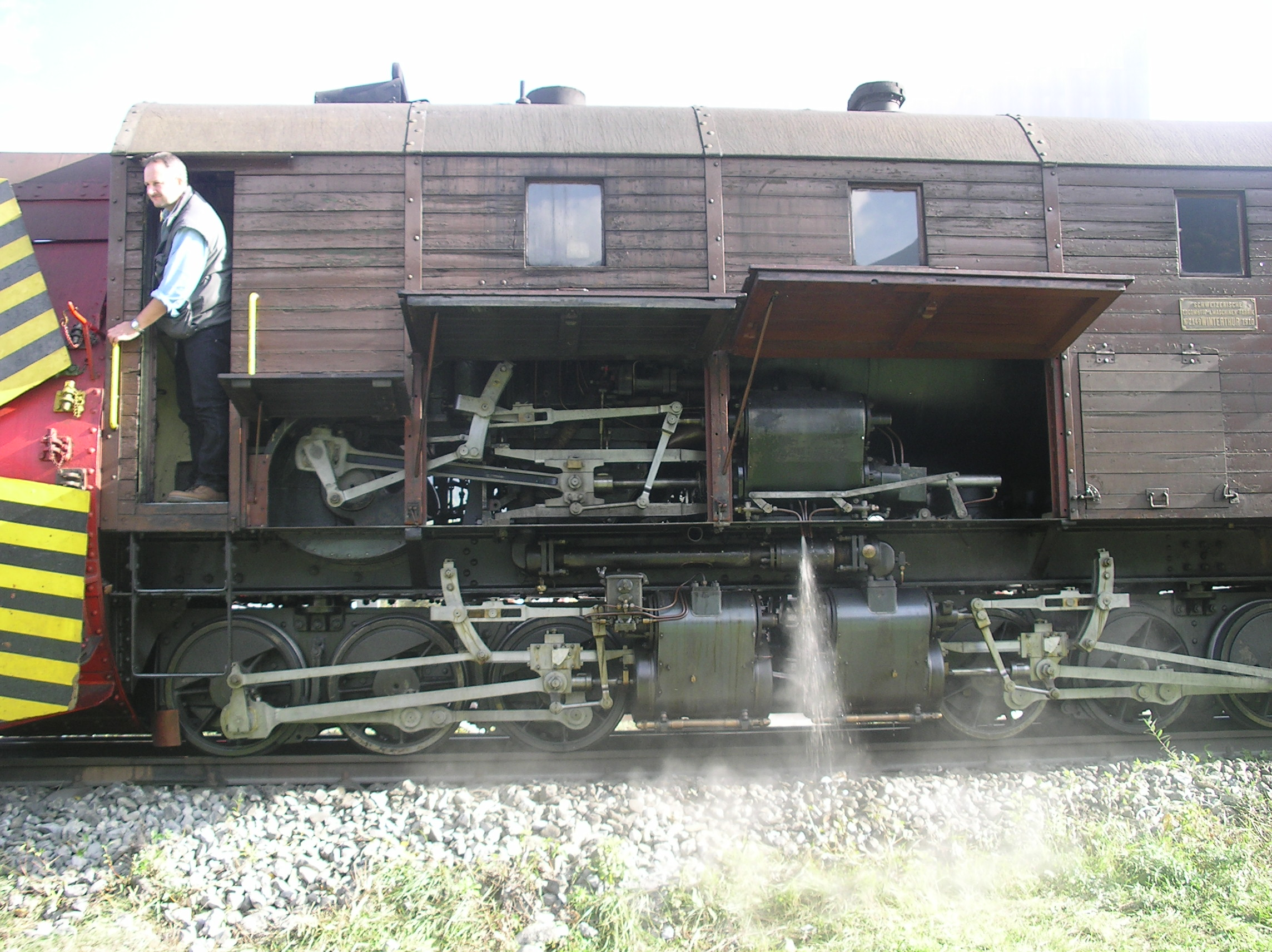
Los bogies Meyer gemelos, con el accionamiento (operativo) del quitanieves giratorio arriba

El Ferrocarril Bernina de Suiza tenía dos quitanieves rotativos construidos por la Fábrica Suiza de Locomotoras y Máquinas en 1910 y 1912. Para poder trabajar en las curvas cerradas de los trazados de ancho métrico de montaña, los dos quitanieves autopropulsados se construyeron con un sistema de accionamiento Meyer. Ambas se han conservado, y la máquina Xrot d 9213 todavía está en condiciones de funcionamiento en el Ferrocarril Rético, con sede en Pontresina, desde 2010. 

## Kitson Meyer

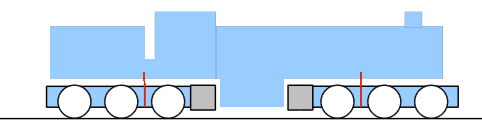
Locomotora de vapor articulada Kitson-Meyer.

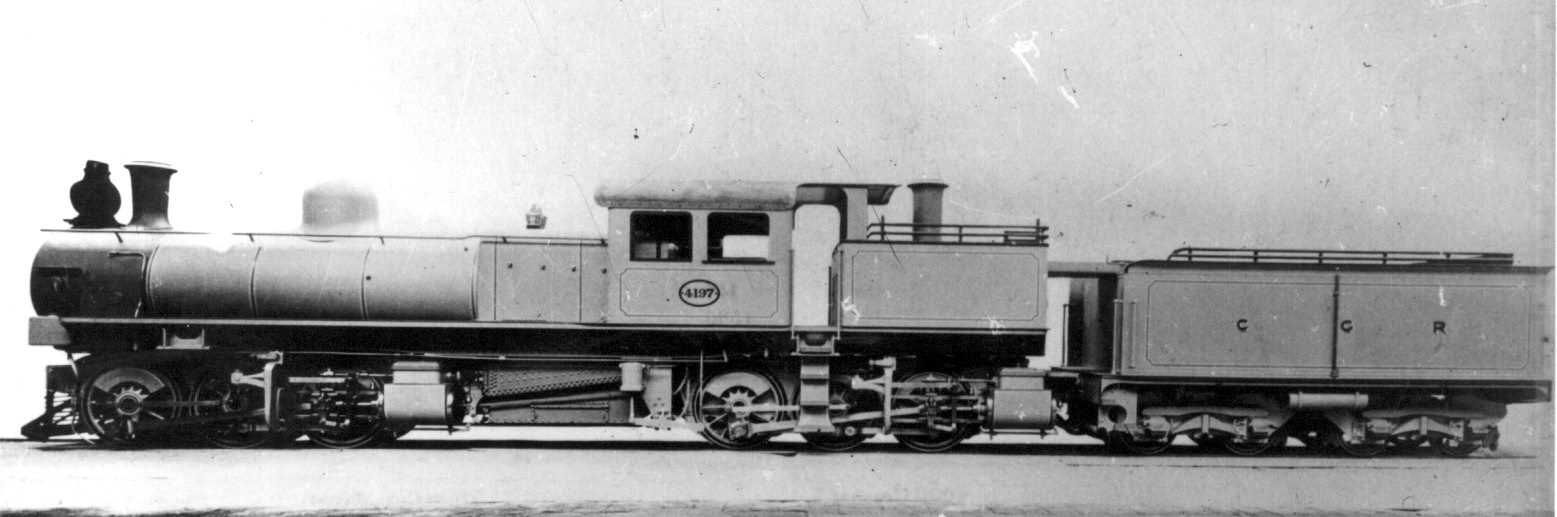
SAR Clase KM (1904)

Las máquinas del tipo Kitson Meyer están vinculadas a la empresa Kitson & Co. de Leeds, pero también fueron producidas por otras firmas. El diseño se originó a partir de una idea de Robert Stirling, Superintendente de Locomotoras de la Compañía de Nitrato y Ferrocarril Anglo-Chilena. Después de hacer un pedido a Kitson de algunas locomotoras convencionales, le manifestó sus ideas para diseñar una máquina articulada. Kitson desarrolló aún más la idea, y la primera de sus locomotoras articuladas se construyó en 1894. 
El diseño de Meyer se modificó desplazando la unidad motriz trasera hacia atrás, lo que permitió que el fogón se situara entre los dos bogies motrices (como en una Garratt), permitiendo así la instalación de un hogar más grande. Se aumentó la longitud de las máquinas de vapor, y la longitud ampliada detrás de la cabina se usó para tanques de agua adicionales. Algunos diseños tenían una chimenea auxiliar en la parte trasera para evitar la necesidad de un tubo de vapor de escape que recorriera toda la máquina. 
Las locomotoras Kitson Meyer fue ampliamente utilizadas en América del Sur, particularmente en los ferrocarriles colombianos y chilenos. Su diseño se consideraba el mejor de las máquinas articuladas para líneas ferroviarias continuamente curvadas. Sin embargo, se construyeron menos de 100 de estas máquinas, posiblemente por la competencia de las Garratt . 

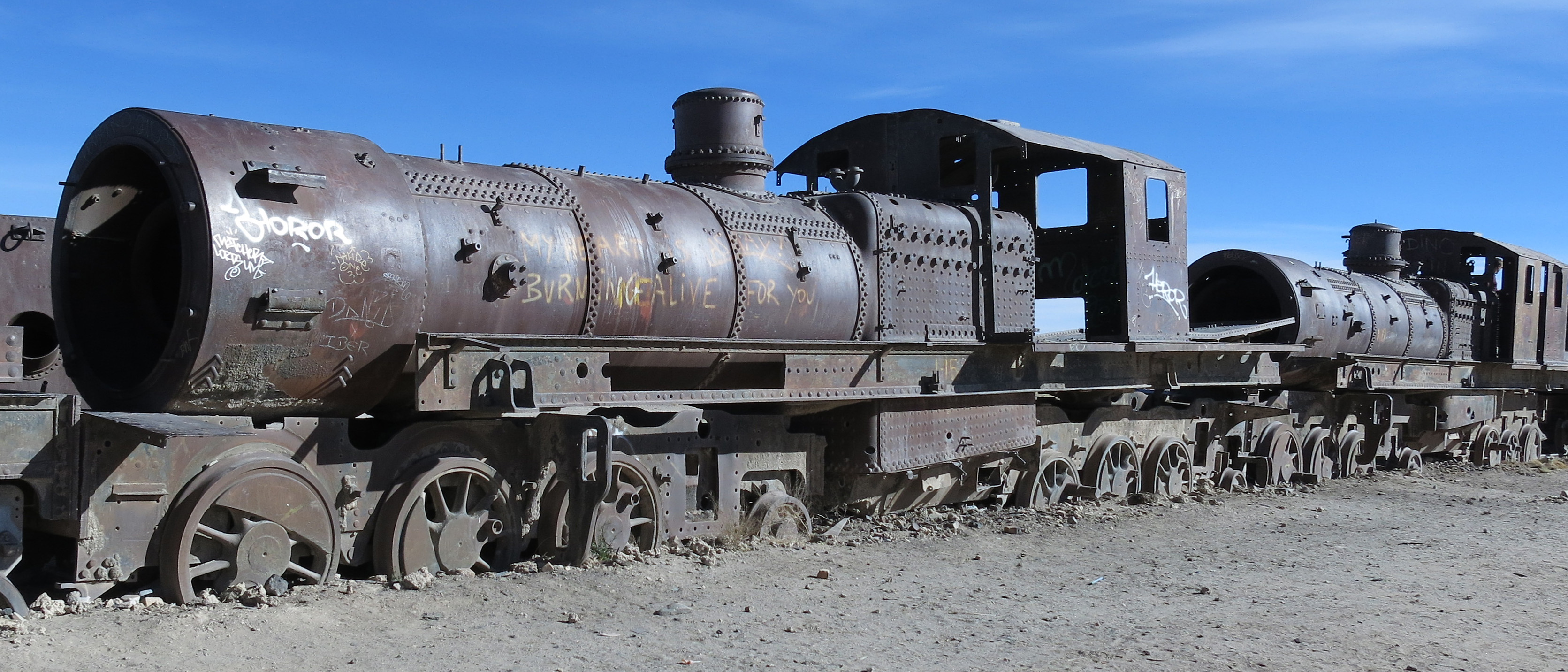
Los restos abandonados de dos locomotoras Kitson-Meyer en el "Cementerio de locomotoras", Uyuni, Bolivia.

Una locomotora Kitson-Meyer que se sabe que sobrevive se encuentra en un estado de conservación bastante pobre en Taltal, una antigua ciudad portuaria de nitrato en la Región de Antofagasta de Chile. Permanece estacionada delante de dos antiguos coches de pasajeros del Ferrocarril del Nitrato en las coordenadas 25°24′17.6″S 70°28′57.6″O / -25.404889, -70.482667. Tres Kitson Meyer del Ferrocarril Transandino también han sobrevivido, una en Argentina (Tafi Viejo; a partir de 2013 en condiciones de abandono) y dos en Chile (# 3348 en el taller de la Estación de Los Andes, vista en restauración el 8 de septiembre de 2013 y la número de Serie # 4664 Operación # 3349 en el Museo Ferroviario de Santiago, Parque Quinta Normal, Santiago de Chile, con su aspecto restaurado). También se localizaban seis máquinas totalmente abandonadas en el "Cementerio de locomotoras" de Uyuni, Bolivia (octubre de 2013). 

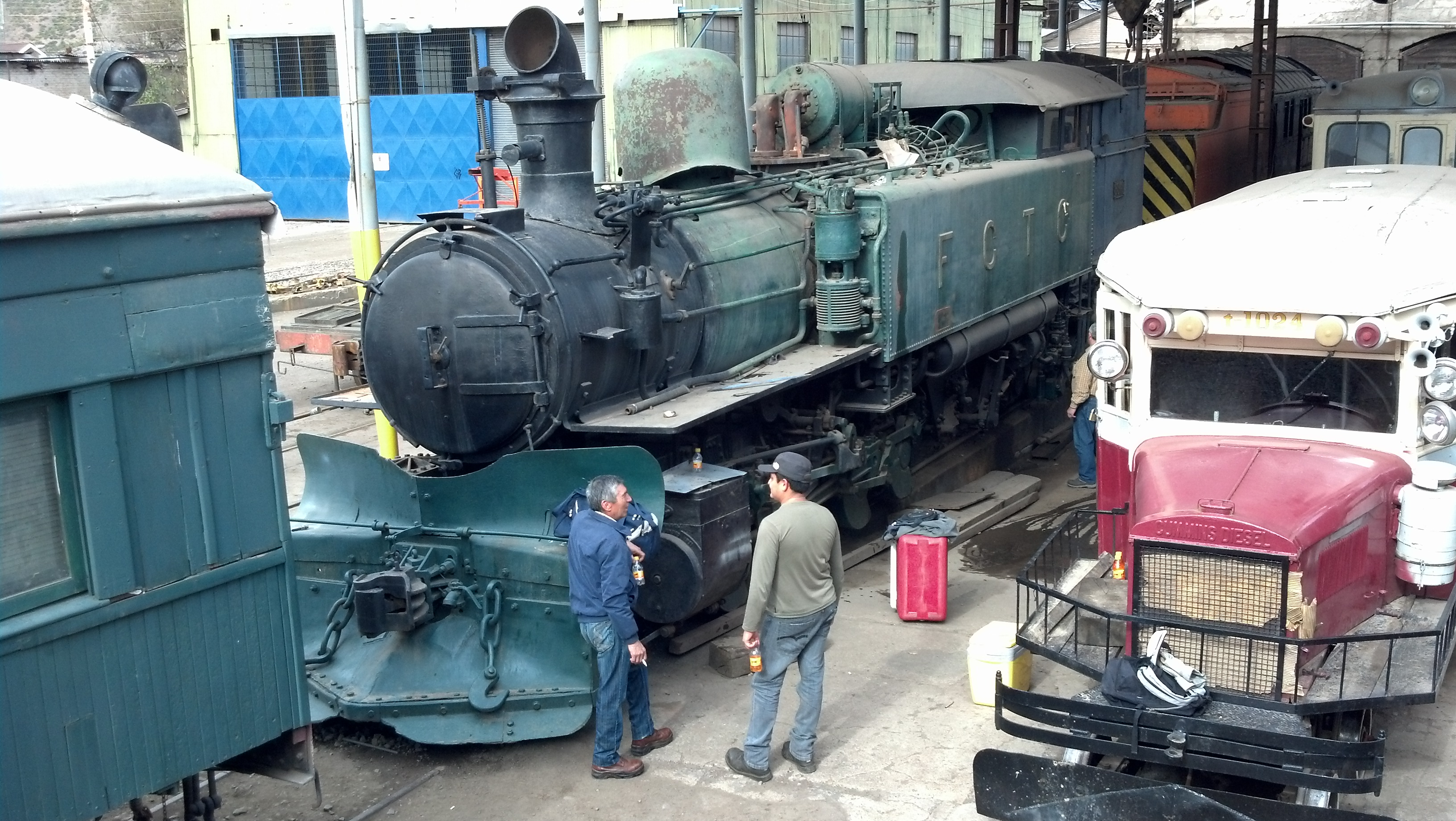
Kitson-Meyer 3348, en restauración en el taller de la Estación de Los Andes Chile, 2013

## Du Bousquet
En 1905, el ingeniero francés Gaston Du Bousquet (1839–1910) desarrolló una locomotora articulada para la Compañía de ferrocarriles del Norte en ancho estándar, que básicamente correspondía al tipo Meyer, pero tenía algunas características especiales. Las máquinas tenían la disposición de ruedas (C1')(1'C); y los cilindros situados entre los bogies estaban soportados por dos juegos de ruedas. La disposición de los depósitos de agua delanteros, que no estaban unidos al bastidor principal sino al bogie, también era inusual, reduciendo la carga sobre los pivotes y aumentando la masa sobre los bogies, lo que a su vez redujo su tendencia a deslizar. A diferencia de la mayoría de las otras locomotoras Meyer, los topes y los acoplamientos estaban unidos al bastidor principal.
Aunque las locomotoras cumplieron con las expectativas puestas en ellas, el diseño permaneció limitado a un tipo de locomotora, que también fue adquirida por otros ferrocarriles franceses. Exportada a China, también se adaptó a la vías de ancho ibérico utilizadas en España.

## Bagnall Meyer Modificada
W. G. Bagnall de Stafford construyó varias grandes locomotoras industriales para vía estrecha en el Reino Unido. En general, se construyeron según el principio de Meyer como 0-4-4-0 T, pero estaban equipadas con un fogón circular que no sobresalía por debajo de la plataforma. Se construyeron varias para los ferrocarriles de las plantaciones de caña de azúcar en Sudáfrica. Una de estas máquinas se trasladó a los EE. UU., pasando a ser propiedad del Ferrocarril de Cripple Creek y Victor en Colorado, donde se puede ver su despiece actualmente. El último ejemplar, la máquina con número de fabricante 3024 llamada Monarch, se construyó en 1953 para el Ferrocarril de Bowater en Sittingbourne, Kent, y ahora pertenece al Ferrocarril Ligero de Welshpool y Llanfair.